# Piment poblano

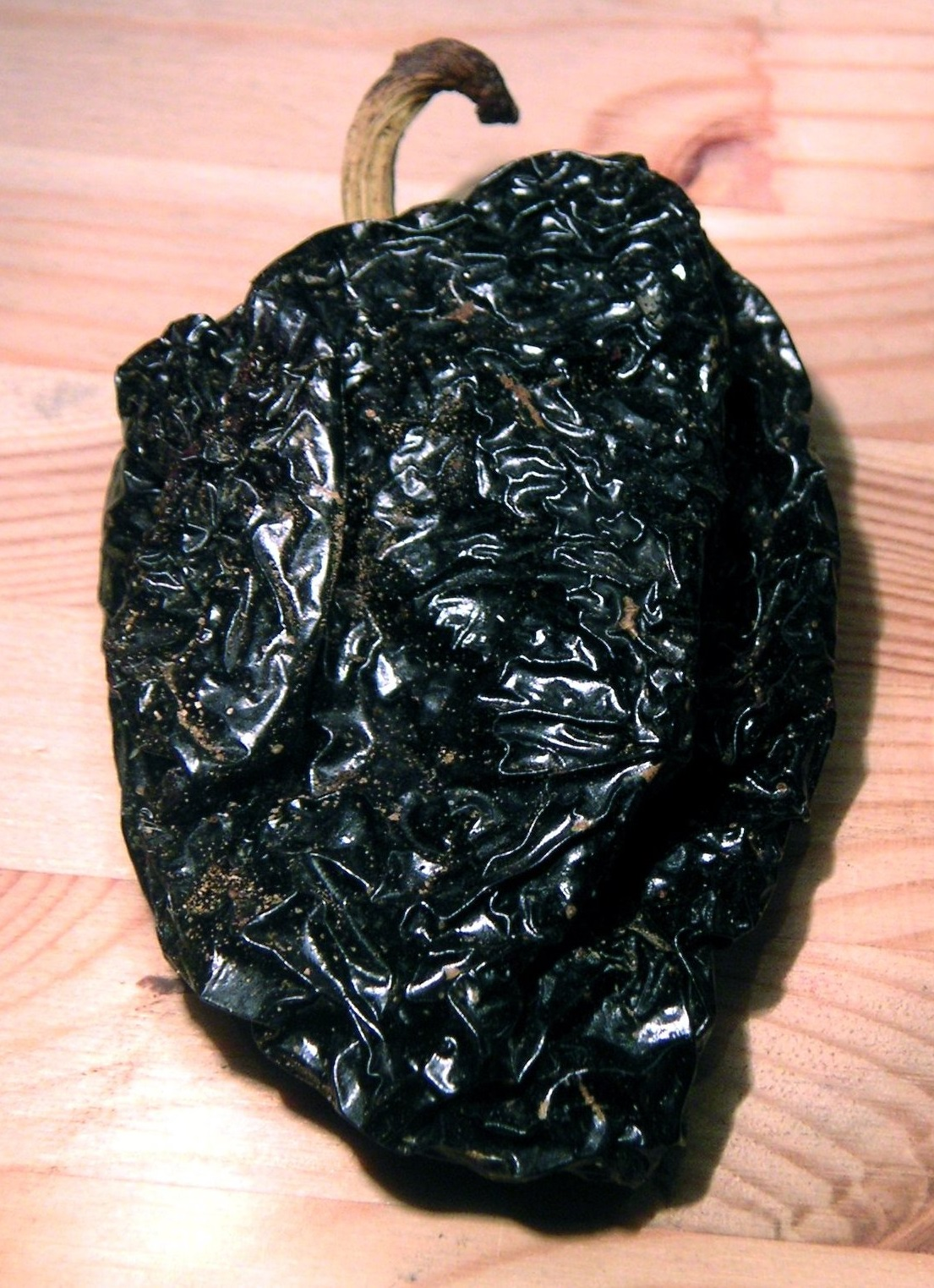
Piment ancho

Le piment poblano (en espagnol chile poblano, « piment de Puebla ») est une variété de l'espèce capsicum annuum.  Ses fruits sont de grande taille (7 à 15 cm de long pour 5 à 8 cm de large) et pauvres en capsaïcine, de sorte qu'ils sont relativement doux (1000 à 1500 sur l'échelle de Scoville).  Séché, le fruit est connu sous le nom de piment ancho (chile ancho, « piment large »).
Le poblano est couramment utilisé dans la cuisine mexicaine, en particulier de l'État de Puebla, où il est utilisé frais (chile relleno, chiles en nogada, arroz poblano) ou séché, voire en liqueur (Ancho Reyes).